# Leach (Oklahoma)
Leach es un lugar designado por el censo ubicado en el condado de Delaware en el estado estadounidense de Oklahoma. En el Censo de 2010 tenía una población de 237 habitantes y una densidad poblacional de 25,61 personas por km².

## Geografía
Leach se encuentra ubicado en las coordenadas 36°11′52″N 94°54′36″O / 36.19778, -94.91000. Según la Oficina del Censo de los Estados Unidos, Leach tiene una superficie total de 14.89 km², de la cual 14.89 km² corresponden a tierra firme y (0%) 0 km² es agua.

## Demografía
Según el censo de 2010, había 237 personas residiendo en Leach. La densidad de población era de 25,61 hab./km². De los 237 habitantes, Leach estaba compuesto por el 37.55% blancos, el 0% eran afroamericanos, el 44.73% eran amerindios, el 0% eran asiáticos, el 0% eran isleños del Pacífico, el 2.95% eran de otras razas y el 14.77% pertenecían a dos o más razas. Del total de la población el 5.06% eran hispanos o latinos de cualquier raza.